# Kim Gun-mo
Kim Gun-mo (김건모?, 金健模?, Gim Geon-moLR, Kim KŏnmoMR; Pusan, 13 gennaio 1968) è un cantautore sudcoreano.
Considerato l'artista musicale di maggior successo in patria durante gli anni 1990, il suo album del 1995 Wrongful Encounter ha detenuto il record di disco più venduto in Corea del Sud fino al 2019 con 3 300 000 copie. Dal suo debutto nel 1992, Kim ha pubblicato tredici album in studio e ha vinto numerosi riconoscimenti, tra cui Album dell'anno ai Golden Disc Award per tre anni consecutivi, dal 1994 al 1996. Nel 2011 ha ricevuto un encomio presidenziale dal governo sudcoreano per il suo contributo alla cultura popolare.

## Vita privata
Nel novembre 2019 si è sposato con la pianista Jang Ji-yeon.
Tra il 6 e il 17 dicembre 2019, una donna ha accusato Kim di violenza sessuale, mentre altre due di aggressione fisica. Il cantante si è proclamato innocente e ha denunciato per menzogna e diffamazione due delle accusatrici, salvo poi ritrare una delle querele. A gennaio una quarta donna ha dichiarato di aver subito molestie da parte di Kim, il cui caso è stato trasmesso alla procura per sospetta violenza sessuale nei confronti della sua prima accusatrice.

## Discografia

### Album in studio
- 1992 – Sleepless Rainy Night
- 1993 – Excuses
- 1995 – Wrongful Encounter
- 1996 – Exchange
- 1997 – Myself
- 1999 – Growing
- 2001 – Another Days
- 2003 – Hestory
- 2004 – Kimgunmo
- 2005 – Be Like...
- 2007 – Style Album 11: Scarecrow
- 2008 – Soul Groove
- 2011 – Autobiography & Best

### EP
- 2016 – 50

## Riconoscimenti
- Golden Disc Award[16]
  - 1994 – Album dell'anno per Excuses
  - 1995 – Album dell'anno per Wrongful Encounter
  - 1996 – Album dell'anno per Exchange
- Mnet Asian Music Award[17]
  - 2001 – Miglior esibizione di una ballata per Sorry
- Seoul Music Award
  - 1994 – Gran premio per Excuse[18]
  - 1994 – Premio principale[18]
  - 2001 – Gran premio per Sorry[19]
  - 2001 – Premio principale[19]